# 和建男
和 建男（やまと の たてお）は、平安時代初期の貴族。姓は朝臣。官位は従五位下・遠江守。

## 経歴
延暦16年（797年）従五位下・大宰大監に叙任されると、延暦24年（805年）近江介と、桓武朝後半に地方官を務める。平城朝の大同3年（808年）治部少輔として京官に遷るが、翌大同4年（809年）駿河守に転ずると、弘仁4年（813年）遠江守と平城朝から嵯峨朝にかけても、地方官を歴任している。

## 官歴
『日本後紀』による。
- 時期不詳：正六位上
- 延暦16年（797年） 正月7日：従五位下。2月9日：大宰大監
- 延暦24年（805年） 12月15日：近江介
- 大同3年（808年） 5月21日：治部少輔
- 大同4年（809年） 3月11日：駿河守
- 弘仁4年（813年） 正月10日：遠江守